# MII (luchtschip)
De MII was een luchtschip van Grosz-Basenach.
Na de bouw van de MI werd de kiel gelegd voor het derde schip van Grosz-Basenach. Het werd de MII. De MII was een halfstar luchtschip en had een inhoud van 5500 m³. Het schip werd, mede doordat Grosz majoor was in het Duitse leger, verkocht aan het leger en toegevoegd aan de sterkte van de luchtschepen van het Luftschifferbataillon bij Berlijn Reinikendorf.

## Gegevens
|                 | MI                               |
| --------------- | -------------------------------- |
| Gasvolume       | 5500 m³, later 5600 m³ waterstof |
| Lengte          | 66,5 m, later 72,3 m             |
| Diameter        | 11,1 m                           |
| Gebruik         | Militair                         |
| Motoren         | 2 Körting-motoren van 75 pk      |
| Maximumsnelheid | 47 km/h                          |
| Eerste vaart    | 26 maart 1909                    |